# Al Eberhard
Allen Dean "Al" Eberhard, född 10 maj 1952 i Cedar Rapids i Iowa, är en amerikansk före detta professionell basketspelare (SF) som tillbringade fyra säsonger (1974–1978) i den nordamerikanska basketligan National Basketball Association (NBA), där han spelade för Detroit Pistons.
Under sin NBA-karriär gjorde Eberhard 1 490 poäng (6,8 poäng per match), 175 assists samt 760 rebounds, räddningar från att bollen ska hamna i nätkorgen, på 220 grundspelsmatcher.
Han draftades av Detroit Pistons i första rundan i 1974 års draft som 15:e spelare totalt.
Innan Eberhard blev proffs studerade han vid University of Missouri och spelade för deras idrottsförening Missouri Tigers.
Eberhard är morbror till Cody Zeller, Luke Zeller och Tyler Zeller.